# Tina Tving Stauning
Tina Tving Stauning (født 26. maj 1960) er en dansk politiker fra Socialdemokratiet, der fra og med 1. januar 2022 er borgmester i Frederikssund Kommune, hvor hun afløste Venstres John Schmidt Andersen. Tina Tving Stauning blev valgt til borgmester på det konstituerende byrådsmøde 1. december 2021. på baggrund af en bred konstituering med alle partier.